# Aurachtalbrücke Emskirchen
Die Aurachtalbrücke Emskirchen ist eine zweigleisige Eisenbahnüberführung der Bahnstrecke Fürth–Würzburg bei Emskirchen. Die erste Brücke war 1865 in Betrieb genommen und 1936 mit neuen Stahlüberbauten versehen worden. Am 26. November 2016 folgte als Ersatz eine 527,5 m lange Spannbetonbrücke, die als Rahmenkonstruktion nur an einem Widerlager eine Dehnfuge und Lager hat.

## Verlauf
Die bestehende Eisenbahnüberführung Aurachtalbrücke liegt bei Streckenkilometer 22,864 der Bahnstrecke 5910 Fürth–Würzburg
zwischen den Betriebsstellen Hagenbüchach und Emskirchen und überspannt unter anderem die Mittlere Aurach. Der neue Bahnkörper liegt zwischen den Streckenkilometern 21,790 bis 24,544.
Die Brücke ist mit 140 km/h befahrbar.

## Geschichte

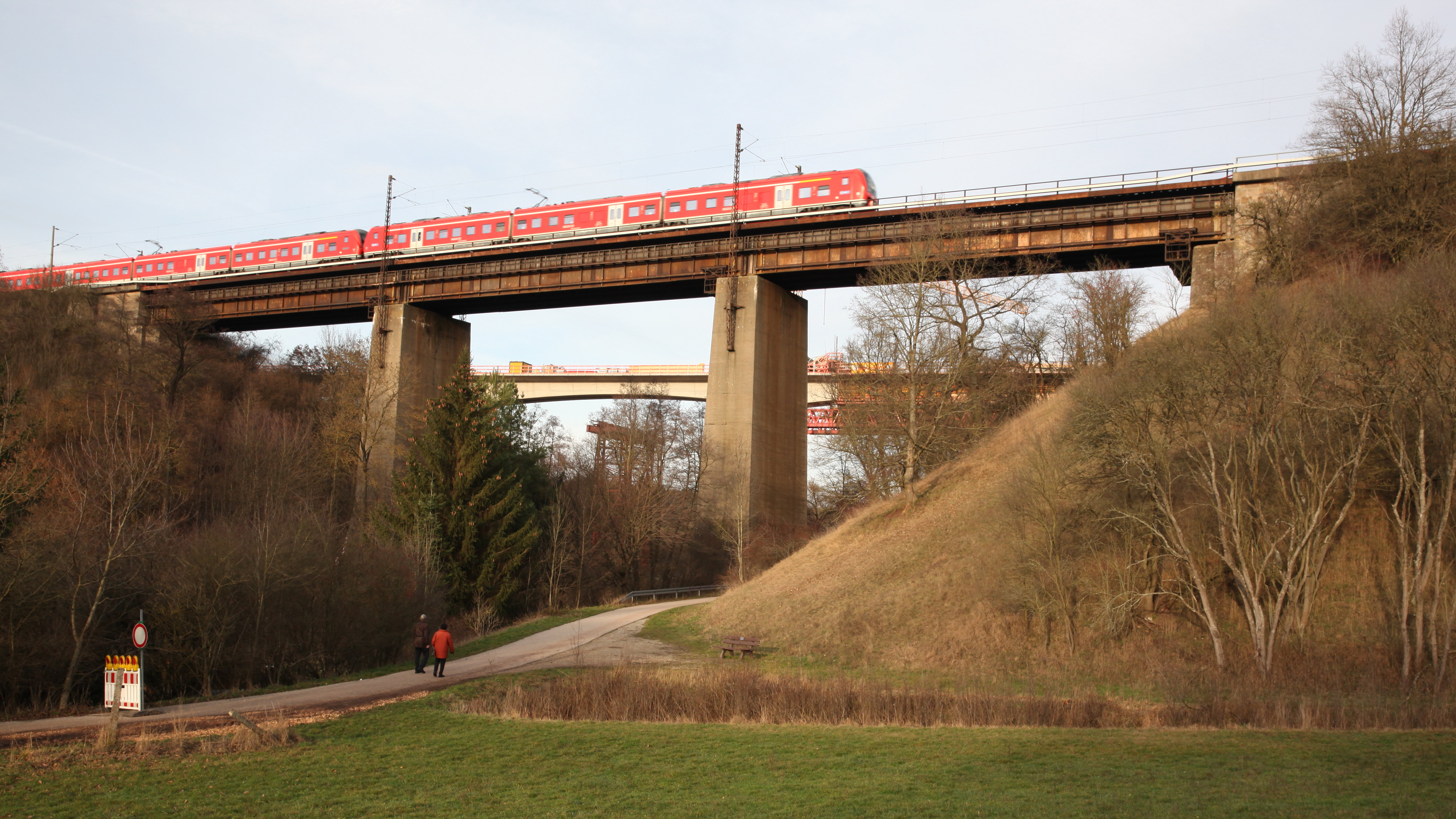
Brücke von 1865/1936

Zur Querung des Tals der Mittleren Aurach bei Emskirchen im Zuge der Bahnstrecke von Fürth nach Würzburg wurden bis zu 40 m hohe Dämme und im Bereich der Flussquerung eine Brücke errichtet. Das Brückenbauwerk mit zwei Mittelpfeilern und drei Öffnungen wurde von 1862 bis 1865 gebaut. Die Widerlager und Pfeiler errichtete der Erlanger Bauunternehmer Konrad Kronberger, die eisernen Überbauten lieferten die Nürnberger Eisenwerke Klett & Co als Pauliträger bei 192.000 Gulden Kosten. Mit 37,5 m Höhe war es lange Zeit das höchste Brückenbauwerk in Bayern. Im Jahr 1936 wurde der Brückenüberbau aus den 1860er Jahren durch eine 130 m lange stählerne Balkenkonstruktion ersetzt. Im Zweiten Weltkrieg wurde sie zerstört und mit 3,7 m hohen Stegblechen wieder aufgebaut.
Wegen schwieriger Baugrundverhältnisse mussten insbesondere die Dämme immer wieder aufwendig saniert und stabilisiert werden. Diese Problematik, das Ziel der Erhöhung der zulässigen Streckengeschwindigkeit von 110 km/h und die hohen Lärmemissionen – im Jahr 2012 überquerten rund 60.000 Züge die Brücke – führten zur Planung einer neuen, verbesserten Linienführung auf einer Länge von 1,75 km östlich der Bestandsstrecke liegend bei 35 Mio. Euro Kosten.
Der Planungsphase wurde eine Präqualifikation vorgeschaltet, in der insgesamt 20 Büros bzw. Arbeitsgemeinschaften ausgewählt wurden. Diese erarbeiteten in einem ersten Schritt in einem Wettbewerb für den Ersatzneubau Grobkonzepte inklusive textlicher Erläuterung. Im nächsten Schritt wurden fünf Teilnehmer für detaillierte Vorplanungen ausgewählt. Die Planung des Berliner Planungsbüros SSF Ingenieure, eine rund 530 m lange Balkenbrücke ähnlich der Scherkondetalbrücke, wurde schließlich in der Entwurfsplanung 2010 bis Ende 2012 umgesetzt.
Die Bauleistung wurde Ende April 2013 ausgeschrieben. Am 29. Oktober 2013 wurde die Vergabe des Bauauftrags an Max Bögl mit einem Volumen von 22,7 Millionen Euro (netto) bekanntgemacht. Um den Bauauftrag, der neben dem Ersatzneubau der Aurachtalbrücke, unter anderem den Rückbau des Bestandsbauwerks, die Errichtung eines neuen Bahnkörpers mit Gleisanlagen in neuer Trasse, Oberleitungsarbeiten und den Ersatzneubau einer Straßenüberführung mit Rückbau des Bestandsbauwerks umfasst, hatten sich acht Unternehmen beworben. Durch Linienverbesserungen sollte die zulässige Geschwindigkeit mit der neuen Brücke für konventionelle Züge von 110 auf 140 km/h angehoben werden, für Neigetechnikzüge von 140 auf 160 km/h. Die neue Brücke soll durch die weitere Entfernung und ihrer Ausführung in Beton statt Stahl zum Lärmschutz für die Gemeinde Emskirchen beitragen.

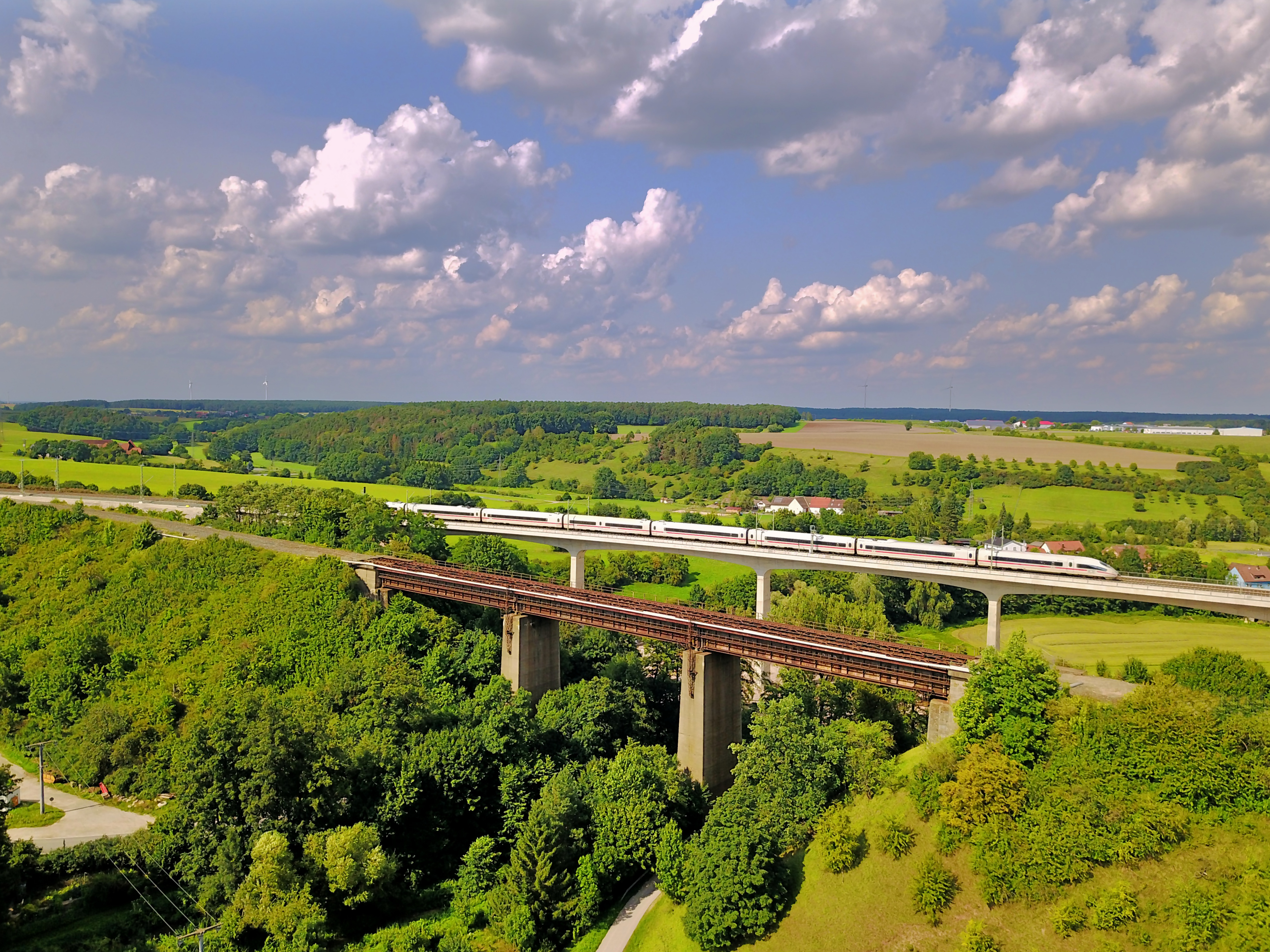
Beide Brücken im Jahr 2017

Die Bauzeit begann im November 2013 und sollte zunächst im Juli 2016 abgeschlossen werden. Bei der Herstellung der Bohrpfähle war am 28. August 2014 ein 180 t schweres Drehbohrgerät umgestürzt. Die Folge war eine Bauverzögerung von etwa vier Monaten. Der neue Streckenabschnitt sollte nunmehr Ende 2016 in Betrieb genommen werden. Für die Anbindung der Brücke wurde die Strecke zwischen Siegelsdorf und Neustadt (Aisch) zwischen 14. und 25. November gesperrt. Am 26. November 2016 wurde die Brücke für den Regelverkehr freigegeben. Die DB sagte, nachdem Bundesverkehrsminister Alexander Dobrindt kein Interesse daran zeigte, eine geplante Eröffnungszeremonie ab. Auf einer von Lokalpolitikern organisierten Ersatzveranstaltung sprach Christian Schmidt, Bundesminister für Ernährung und Landwirtschaft.
Die Geschwindigkeitserhöhung (von 110 auf 140 km/h) auf der neuen Brücke erlaubte auch eine Erhöhung der Durchfahrtsgeschwindigkeit im Bahnhof Emskirchen auf 140 statt zuvor 110 km/h. Der Streckenabschnitt zwischen km 22,3 bis 24,2 ist damit mit 140 statt zuvor 110 km/h befahrbar, und für durchfahrende Fernzüge ergibt sich eine Fahrzeitverkürzung von zwei Zehntelminuten. In einem Bogen im Westkopf verbleibt ein rund 0,6 km langer Abschnitt (km 24,2 bis 24,8), der nur mit 110 km/h befahren werden kann.
Zwischen Ende August 2017 und Oktober 2017 wurde die alte Brücke abgebrochen.

## Konstruktion

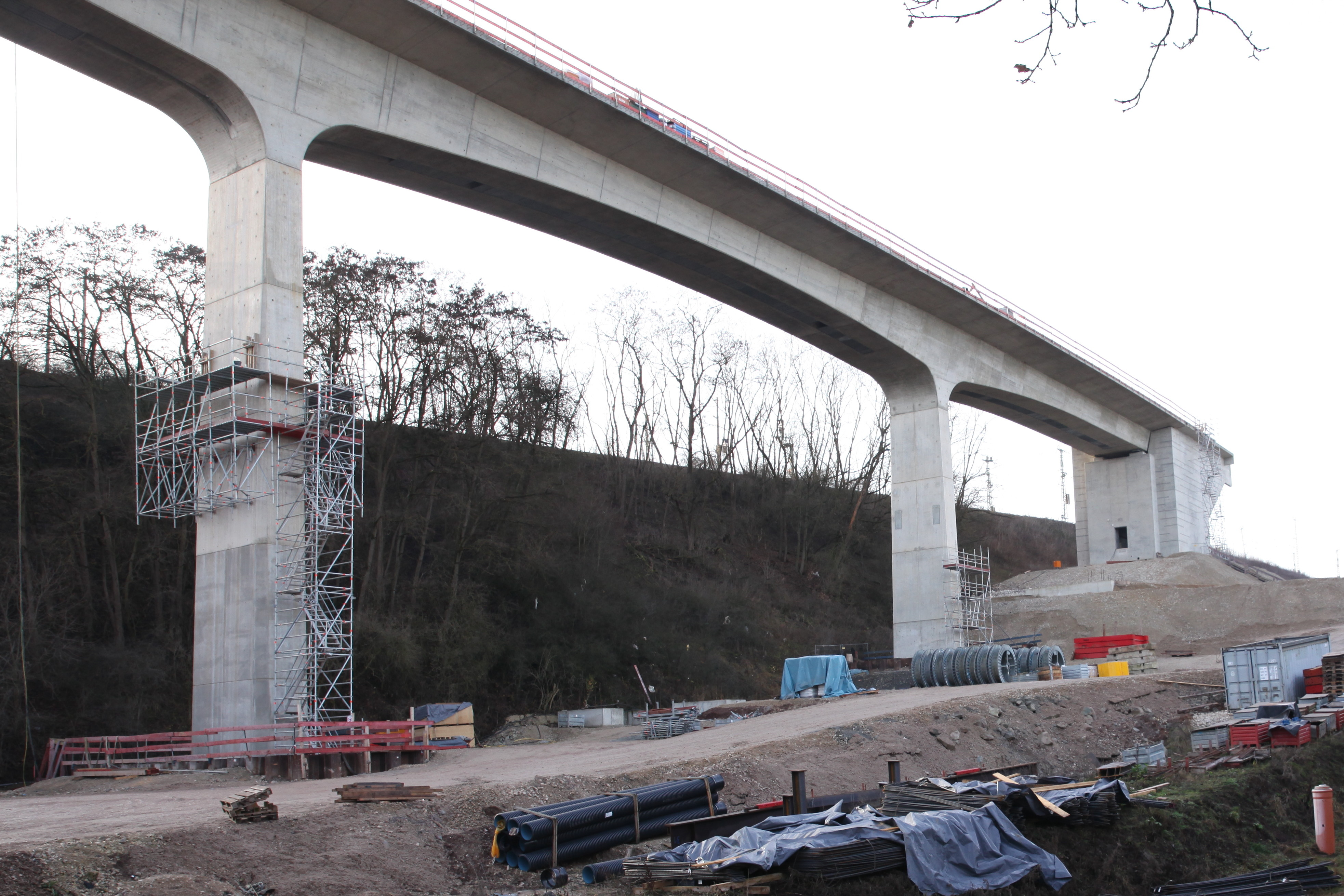
Westliche Brückenfelder

Der Spannbetonüberbau besteht aus 11 Öffnungen mit Stützweiten von 40,0 m in den beiden Endfeldern und 48,5 m in den neun Innenfeldern. Die Gründung erfolgt auf 84 Bohrpfählen mit bis zu 40 m Länge und 1,5 m Durchmesser. Bei der Aurachtalbrücke ist als Überbau ein gevouteter Spannbetonplattenbalken mit einem Vollquerschnitt vorhanden, der mit den Stützen und östlichen Widerlager ohne Fugen verbunden ist. Damit sind ein schlanker Überbau sowie schlanke Pfeiler möglich und die Wartung der Lager kann entfallen. Allerdings ist ein späterer Austausch des Überbaus nicht mehr möglich.
Die Konstruktionshöhe des Überbaus ist variabel, im Feld 2,5 m und über den Pfeilern 6,5 m. Die Pfeiler sind massiv ausgebildet. In Längsrichtung ist der Bewegungsruhepunkt der Brücke das östliche Widerlager, das mit dem Überbau und den folgenden zehn Pfeilern kraftschlüssig verbunden ist. Auf dem westlichen Widerlager sind Lager angeordnet, außerdem ist dort eine Dehnfuge mit einem Schienenauszug vorhanden.
Der Überbau wurde mit einer Vorschubrüstung, am westlichen Widerlager beginnend, feldweise hergestellt. Der zeitliche Aufwand für einen Takt lag bei rund vier Wochen. Für das Bauwerk wurden 19.300 m³ Beton und 3730 t Betonstahl benötigt. Insgesamt 2265 m Bohrpfähle waren herzustellen.